# Dike Eddleman
Thomas Dwight « Dike » Eddleman, né le 27 décembre 1922 à Centralia, Illinois et mort le 1er août 2001, est un joueur américain de basket-ball, qui était considéré comme le plus grand athlète issu de l'université de l'Illinois. Eddleman fit partie des équipes universitaires de basket-ball, athlétisme et football américain entre 1947 et 1949. Eddleman remporta 11 varsity letter dans sa carrière à l'université.
À partir de 1969, Eddleman travailla à l'université de l'Illinois en tant que prospecteur pour les dons au département des sports. En hommage à ses années de service à l'université, l'université de l'Illinois nommèrent les trophées de meilleur sportif de l'année à son nom en 1993. En 2002, la partie de la 4e rue à Champaign (Illinois), le long du Memorial Stadium entre Peabody Drive et Kirby Street fut renommé Dike Eddleman Way.
En 1983, Eddleman fut intronisé au National Federation of State High School Associations Hall of Fame.

## Performances sportives

### Basket-ball
Eddleman est considéré comme l'un des meilleurs joueurs de l'histoire de l'État de l'Illinois. Eddleman joua quatre ans à Centralia High School, de 1939 à 1942. Eddleman mena les Centralia Orphans au titre de champion de l'État en 1942, après avoir terminé à la 4e place en 1939 et troisième en 1941. Lors de ses années junior et senior, Eddleman fut meilleur marqueur de l'État avec 969 et 834 points, respectivement. Ses 969 points en junior dépassèrent le précédent record de 751 points. Lors de sa carrière lycéenne, Eddleman inscrivit 2702 points. Il fut le premier joueur de lycée en Illinois à avoir inscrit au moins 20 points par match.
À l'université de l'Illinois, Eddleman joua sous les ordres de l'entraîneur Harry Combes avec une équipe surnommé Whiz Kids.  En 1949, Eddleman mena l'équipe au titre de la Big Ten Conference et une apparition au Final Four NCAA. Il fut nommé First-Team All-American en 1949 et Second-Team All-American en 1948. Eddleman fut nommé First-Team All-Big Ten en 1948 et Second-Team All-Big Ten en 1949.  
Après avoir quitté l'université, Eddleman joua quatre saisons en NBA. En 1950, Eddleman fut meilleur marqueur des Tri-Cities Blackhawks pour son année rookie. Après une seconde saison avec les Blackhawks, Eddleman joua deux saisons avec les Pistons de Fort Wayne.  Eddleman disputa le NBA All-Star Game en 1951 et 1952. Il inscrivit 3221 points en 266 matchs, pour une moyenne de 12,1 points par match en NBA.

### Athlétisme
Au lycée, Eddleman remporta trois titres de champion de l'État d'Illinois en saut en hauteur. À l'université, il remporta le titre NCAA de saut en hauteur et participa aux Jeux olympiques 1948 de Londres en se classant quatrième de l'épreuve du saut en hauteur.

### Football
Eddleman participa en 1947 au Rose Bowl en tant que punter. Il détient toujours le record de l'État de l'Illinois du  record du plus long punt et du plus long punt return.